# Colonia Santa María (La Pampa)
Colonia Santa María es una localidad del departamento Utracán en la provincia de La Pampa, Argentina. Su zona rural se extiende también sobre el departamento Guatraché. El total de su población es descendiente de alemanes del Volga.

## Población
Contó con 289 habitantes (Indec, 2010), lo que representó un leve incremento del 1% frente a los 284 habitantes (Indec, 2001) del censo anterior.
El censo nacional 2022 arrojó 322 habitantes y 180 viviendas.
| Gráfica de evolución demográfica de Colonia Santa María entre 1991 y 2022 |
|                                                                           |
| Fuente: Censos nacionales del INDEC                                       |

## Historia
Fue fundada el 20 de noviembre de 1910 por una comisión integrada por las siguientes personas:
- Andrés Martel
- Valentín Buss
- Juan Wertmüller
- Johannes Guinder
- Juan Hammerschmidt
- Pedro Homann
- Juan Scholl
- José Konrad
- Pedro Eberhardt
- Enrique Seewald
- Humberto Terzaghi
- Felipe Schwab
- Antonio Röesch
- Gabriel Jacob
- José Güttlein

Cada uno de los fundadores eran propietarios de dos parcelas de terreno que componían el poblado.